# シルビア・ファリナ・エリア
シルビア・ファリナ・エリア（Silvia Farina Elia, 1972年4月27日 - ）は、イタリア・ミラノ出身の元女子プロテニス選手。既婚選手として、自分の姓「ファリナ」（Farina）と夫の姓「エリア」（Elia）を併用している。自己最高ランキングはシングルス11位、ダブルス24位。WTAツアーでシングルス3勝、ダブルス9勝を挙げた。

## 来歴
シルビア・ファリナの両親は保険外交員で、彼女は母親の勧めで10歳からテニスを始めた。1988年にプロ入り。1993年から女子国別対抗戦・フェドカップのイタリア代表選手となる。1999年9月22日にコーチのフランチェスコ・エリア（Francesco Elia）と結婚。2001年5月にフランス・ストラスブールの大会（全仏オープンの最後の前哨戦）で、プロ入り13年目にして初のシングルス優勝を成し遂げた。それまでの間、彼女は7度もWTAツアー決勝戦で厚い壁に阻まれ続け、1998年には4度も準優勝止まりがあった。2001年1月にもオーストラリア・ゴールドコーストの大会の決勝戦でジュスティーヌ・エナンに敗れ、シングルスのキャリアで7度目の準優勝の苦杯をなめていた。それだけに、ストラスブールの大会の決勝戦でドイツのアンケ・フーバーを 7-5, 0-6, 6-4 で破り、29歳にしてシングルス初優勝を果たした。
この初優勝で波に乗った彼女は、続く全仏オープンでも自身初の4大大会4回戦進出を果たした。この大会では3人のイタリア人選手が女子シングルスの4回戦に勝ち残り、ファリナ・エリアとリタ・グランデ、フランチェスカ・スキアボーネが勝ち進んだが、これはイタリアのテニス界を通じて史上初の偉業だった。それから2003年まで、ファリナ・エリアはストラスブールの大会で3連覇を達成した。
ファリナ・エリアの4大大会自己最高成績は、2003年のウィンブルドンベスト8進出である。この準々決勝ではキム・クライシュテルスに 7-5, 0-6, 1-6 の逆転で敗れた。2004年度のツアーでは2度の準優勝がある。
ファリナ・エリアはオリンピックのイタリア代表選手としても、1996年アトランタ五輪・2000年シドニー五輪・2004年アテネ五輪の3度出場を果たしている。3大会とも女子シングルス・女子ダブルスの両方にエントリーし、最高成績は2000年シドニー五輪の女子シングルス3回戦進出だった。
シルビア・ファリナ・エリアは2005年10月に33歳で正式に現役引退を表明した。

## WTAツアー決勝進出結果

### シングルス: 13回 (3勝10敗)
| 大会グレード         |
| -------------------- |
| グランドスラム (0–0) |
| ティア I (0–0)       |
| ティア II (0–2)      |
| ティア III (3–3)     |
| ティア IV & V (0–5)  |

| 結果   | No. | 決勝日        | 大会               | サーフェス        | 対戦相手                       | スコア             |
| ------ | --- | ------------- | ------------------ | ----------------- | ------------------------------ | ------------------ |
| 準優勝 | 1.  | 1991年7月21日 | サンマリノ         | クレー            | カティア・ピッコリニ           | 2–6, 3–6           |
| 準優勝 | 2.  | 1998年1月11日 | オークランド       | ハード            | ドミニク・ファン・ルースト     | 6–4, 6–7(9), 5–7   |
| 準優勝 | 3.  | 1998年4月26日 | ブダペスト         | クレー            | ビルヒニア・ルアノ・パスクアル | 4–6, 6–4, 3–6      |
| 準優勝 | 4.  | 1998年7月19日 | ワルシャワ         | クレー            | コンチタ・マルティネス         | 0–6, 3–6           |
| 準優勝 | 5.  | 1998年11月1日 | ルクセンブルク     | カーペット (室内) | マリー・ピエルス               | 0–6, 0–2, 途中棄権 |
| 準優勝 | 6.  | 1999年2月14日 | プロスチェヨフ     | カーペット (室内) | ヘンリエッタ・ナギョワ         | 6–7(2), 4–6        |
| 準優勝 | 7.  | 2001年1月7日  | ゴールドコースト   | ハード            | ジュスティーヌ・エナン         | 6–7(5), 4–6        |
| 優勝   | 1.  | 2001年5月26日 | ストラスブール     | クレー            | アンケ・フーバー               | 7–5, 0–6, 6–4      |
| 優勝   | 2.  | 2002年5月25日 | ストラスブール     | クレー            | エレナ・ドキッチ               | 6–4, 3–6, 6–3      |
| 優勝   | 3.  | 2003年5月24日 | ストラスブール     | クレー            | カロリナ・スプレム             | 6–3, 4–6, 6–4      |
| 準優勝 | 8.  | 2004年1月17日 | キャンベラ         | ハード            | パオラ・スアレス               | 6–3, 4–6, 6–7(5)   |
| 準優勝 | 9.  | 2004年2月22日 | アントワープ       | カーペット (室内) | キム・クライシュテルス         | 3–6, 0–6           |
| 準優勝 | 10. | 2005年4月10日 | アメリアアイランド | クレー            | リンゼイ・ダベンポート         | 5–7, 5–7           |

### ダブルス: 17回 (9勝8敗)
| 結果   | No. | 決勝日         | 大会                   | サーフェス        | パートナー                   | 対戦相手                                                | スコア           |
| ------ | --- | -------------- | ---------------------- | ----------------- | ---------------------------- | ------------------------------------------------------- | ---------------- |
| 準優勝 | 1.  | 1990年5月6日   | ターラント             | クレー            | リタ・グランデ               | Elena Brioukhovets エウゲニア・マニオコワ               | 6-7(4), 1-6      |
| 準優勝 | 2.  | 1993年7月11日  | パレルモ               | クレー            | ブレンダ・シュルツ           | ナタリア・メドベデワ Karin Kschwendt                    | 4–6, 6–7(4)      |
| 優勝   | 1.  | 1995年7月30日  | マリア・ランコヴィッツ | クレー            | アンドレア・テメシュバリ     | アレクサンドラ・フセ ヴィルトルート・プロブスト         | 6–2, 6–2         |
| 準優勝 | 3.  | 1996年11月3日  | モスクワ               | カーペット (室内) | バルバラ・シェット           | ラリサ・ネーランド ナタリア・メドベデワ                 | 6-7, 6-4, 1-6    |
| 準優勝 | 4.  | 1997年1月7日   | ゴールドコースト       | ハード            | ルクサンドラ・ドラゴミル     | 雉子牟田直子 宮城ナナ                                   | 6–7, 1–6         |
| 優勝   | 2.  | 1997年7月20日  | パレルモ               | クレー            | バルバラ・シェット           | フロレンシア・ラバト メルセデス・パス                   | 2–6, 6–1, 6–4    |
| 優勝   | 3.  | 1998年7月12日  | プラハ                 | クレー            | カリナ・ハブスドバ           | クベタ・ヘルドリコバ ミハエラ・パスティコバ             | 2–6, 6–1, 6–1    |
| 優勝   | 4.  | 1999年1月10日  | オークランド           | ハード            | バルバラ・シェット           | セダ・ノーランデル マルレーネ・ワインガルトナー         | 6–2, 7–6(2)      |
| 優勝   | 5.  | 1999年6月20日  | スヘルトーヘンボス     | 芝                | リタ・グランデ               | クリスティ・ボーグルト カーラ・ブラック                 | 7-5, 7-6(2)      |
| 優勝   | 6.  | 1999年7月11日  | ペルトシャッハ         | クレー            | カリナ・ハブスドバ           | ラウラ・モンタルボ オリガ・ルギニナ                     | 4–6, 4–6         |
| 準優勝 | 5.  | 2000年2月20日  | ハノーファー           | カーペット (室内) | カリナ・ハブスドバ           | アサ・スベンソン ナターシャ・ズベレワ                   | 3–6, 4–6         |
| 優勝   | 7.  | 2000年7月16日  | パレルモ               | クレー            | リタ・グランデ               | ルクサンドラ・ドラゴミル ビルヒニア・ルアノ・パスクアル | 6-4, 0-6, 7-6(6) |
| 優勝   | 8.  | 2001年5月26日  | ストラスブール         | クレー            | イロダ・ツルヤガノワ         | アマンダ・クッツァー ロリ・マクニール                   | 6–1, 7–6(0)      |
| 準優勝 | 6.  | 2003年10月26日 | リンツ                 | ハード            | マリオン・バルトリ           | リーゼル・フーバー 杉山愛                               | 1–6, 6–7(6)      |
| 準優勝 | 7.  | 2004年2月15日  | パリ                   | カーペット (室内) | フランチェスカ・スキアボーネ | パティ・シュナイダー バルバラ・シェット                 | 3-6, 2-6         |
| 優勝   | 9.  | 2004年5月2日   | ワルシャワ             | クレー            | フランチェスカ・スキアボーネ | ヒセラ・ドゥルコ パトリシア・タラビーニ                 | 3–6, 6–2, 6–1    |
| 準優勝 | 8.  | 2005年1月8日   | ゴールドコースト       | ハード            | マリア・エレナ・カメリン     | マグダレナ・マレーバ エレーナ・リホフツェワ             | 3–6, 7–5, 1–6    |

## 4大大会シングルス成績
略語の説明
| W | F | SF | QF | #R | RR | Q# | LQ | A | Z# | PO | G | S | B | NMS | P | NH |

W=優勝, F=準優勝, SF=ベスト4, QF=ベスト8, #R=#回戦敗退, RR=ラウンドロビン敗退, Q#=予選#回戦敗退, LQ=予選敗退, A=大会不参加, Z#=デビスカップ/BJKカップ地域ゾーン, PO=デビスカップ/BJKカッププレーオフ, G=オリンピック金メダル, S=オリンピック銀メダル, B=オリンピック銅メダル, NMS=マスターズシリーズから降格, P=開催延期, NH=開催なし.
| 大会           | 1991 | 1992 | 1993 | 1994 | 1995 | 1996 | 1997 | 1998 | 1999 | 2000 | 2001 | 2002 | 2003 | 2004 | 2005 | 通算成績 |
| -------------- | ---- | ---- | ---- | ---- | ---- | ---- | ---- | ---- | ---- | ---- | ---- | ---- | ---- | ---- | ---- | -------- |
| 全豪オープン   | A    | A    | A    | 1R   | 2R   | 2R   | 3R   | 1R   | 1R   | A    | 3R   | 3R   | 2R   | 4R   | 4R   | 15–11    |
| 全仏オープン   | 1R   | 1R   | A    | 2R   | 1R   | 2R   | 3R   | 3R   | 3R   | 3R   | 4R   | 4R   | 3R   | 2R   | 3R   | 22–14    |
| ウィンブルドン | A    | 1R   | 2R   | 1R   | 2R   | 1R   | 1R   | 1R   | 2R   | 1R   | 3R   | 3R   | QF   | 4R   | 3R   | 16–14    |
| 全米オープン   | 1R   | LQ   | 1R   | 2R   | 1R   | 1R   | 2R   | 3R   | 2R   | 1R   | 1R   | 4R   | 2R   | 3R   | 1R   | 11–14    |